# Фурен (село)
Фурен (болг. Фурен) — село в Болгарии. Находится в Врачанской области, входит в общину Криводол. Население составляет 313 человек.

## Политическая ситуация
В местном кметстве Фурен, в состав которого входит Фурен, должность кмета (старосты) исполняет Начо  Пеев Найденов (Болгарская социалистическая партия (БСП)) по результатам выборов правления кметства.
Кмет (мэр) общины Криводол — Николай Георгиев Иванов (Болгарская социалистическая партия (БСП)) по результатам выборов в правление общины.